# Dům Moninů
Dům Moninů (polsky: kamienica Moninów, německy: Möninsches Haus) je jeden z příkladů barokové měšťanské architektury ve Štětíně. Nachází se na adrese Senný trh č. 1, na sídlišti Staré Město, ve čtvrti Śródmieście. Jeden z mála nových činžovních domů na Starém Městě postavených v původním tvaru.

## Dějiny
Barokní činžovní dům postavený na přelomu 17. a 18. století. Dekorace je založená na architektuře nizozemských měst. Vysoký štít budovy, orámovaný pilastry, byl završen zlomeným štítem s fiálou. V bočních částech je štít rozdělen římsou na dvě podlaží a zdoben štukem.
Nájemní dům vděčí za svůj název koloniálnímu obchodu z přelomu 19. a 20. století patřícímu rodině Moninů. Od roku 1919 zde sídlila tesařská společnost Franze Materny.
Nájemní dům byl zničen během druhé světové války. Byl rekonstruován podle návrhu arch. Tatiany Balcerzak v letech 2002–2009 v rámci projektu rekonstrukce dolního Starého Města ve Štětíně.